# Kazár
Kazár ist eine ungarische Gemeinde im Kreis Salgótarján im Komitat Nógrád. Zur Gemeinde gehört der südöstlich gelegene Ortsteil Mizserfa.

## Geografische Lage
Kazár liegt gut sechs Kilometer südöstlich des Komitatssitzes und der Kreisstadt Salgótarján an dem Fluss Kazár-patak. Die höchste Erhebung auf dem Gemeindegebiet ist der 584 Meter hohe Berg Somlya.

## Geschichte
Kazár wurde 1220 erstmals urkundlich erwähnt. Im Jahr 1913 gab es in der damaligen Kleingemeinde 254 Häuser und 1570 Einwohner auf einer Fläche von 4773 Katastraljochen. Sie gehörte zu dieser Zeit zum Bezirk Fülek im Komitat Nógrád.

## Gemeindepartnerschaften
Es bestehen folgende Gemeindepartnerschaften:
- Crișeni (Harghita), Rumänien
- Dolní Čermná, Tschechien
- Gemerská Ves, Slowakei
- Kuniów, Polen
- Liptovská Teplička, Slowakei